# Людмила Под'яворинська
Людмила Под'яворинська (словац. Ľudmila Podjavorinská; 26 квітня 1872, Бзинце-під-Явориною, західна Словаччина — 2 березня 1951, Нове Место-над-Вагом) — словацька письменниця, прозаїк і поет, автор епічно-ліричних та епічних казок. Вона належала до другої хвилі словацького реалізму. Народний артист (1947).

## Твори

### Твори для дорослих
- 1892 — Kmotrovia figliari
- 1892 — Za neistými túžbami (гумореска)
- 1893 — Sokovia (гумореска)
- 1893 — Protivy
- 1894 — Rôznymi cestami
- 1895 — Dozvuky
- 1895 — Z vesny života (збірка віршів)
- 1896 — «Ideál»
- 1896 — Pozde
- 1897 — Za šťastím
- 1897 — Ondráš
- 1898 — Z domova
- 1899 — Fako Ďura Kotúlku (гумореска)
- 1899 — Pod svietňom (гумореска)
- 1900 — Postupne
- 1903 — Po bále (новела у віршах)
- 1905 — Na bále' (новела у віршах)
- 1905 — V otroctve' (новела)
- 1906 — Blud (новела)
- 1906 — Kde sa vzal
- 1909 — Dvaja bratia a Nešťastie pôvodcom šťastia
- 1910 — Žena (новела)
- 1914 — Otrok
- 1915 — Prelud (новела у віршах)
- 1930 — Balady (вірші)
- 1937 — Mária z Magdali (вірші)
- 1942 — Piesne samoty (вірші)
- 1946 — Balady a povesti (вірші)
- 1951 — Smrť, balada

### Твори для дітей
- 1908 — Slovenská chalúpka (казка)
- 1909 — Oráč (казка)
- 1909 — Sadaj, slnko, sadaj (казка)
- 1921 — Kytka veršov pre slovenské dietky (збірка віршів для дітей)
- 1930 — Zajko Bojko (віршована казка)
- 1930 — Veršíky pre maličkých
- 1930 — Medový hrniec
- 1931 — Čarovné skielka (книжка казок та оповідань)
- 1932 — Baránok boží
- 1939 — Škovránok
- 1942 — Zvonky
- 1943 — Čin-čin (віршована казка)
- 1947 — Klásky